# Аль-Іттіхад (Джидда)
Саудівський клуб «Аль-Іттіхад» (араб. نادي الإتحاد العربي السعودي), або «Аль-Іттіхад» чи «Іттіхад Джидда» (араб. إتحاد جدة) — професійний футбольний клуб із міста Джидда, Саудівська Аравія, заснований у 1927 році.

## Історія
Всю свою історію клуб провів у вищому футбольному дивізіоні Саудівської Аравії, нині відомому як Саудівська Професіональна ліга.
Матчі «Аль-Іттіхада» проводяться на головному стадіоні Джидди «Король Абдалла Спортс Сіті», другому за розміром стадіоні у Саудівській Аравії, який вміщує 62 345 глядачів. «Аль-Іттіхад» має давнє суперництво з «Аль-Гілялем», яке називають «Саудівським Ель Класіко» та вважається найвидатнішим і найпопулярнішим щорічним матчем(-ами) у саудівському футболі.
Це найстаріший спортивний клуб Саудівської Аравії, який існує, оскільки заснований у 1927 році. Найуспішнішим періодом в історії клубу були 1990-ті та 2000-ті роки, коли здобув велику кількість титулів і досягнень на національному, регіональному і глобальному рівнях, кульмінацією якого стало 4-е місце на Клубному чемпіонаті світу з футболу у 2005 році в Японії. «Аль-Іттіхад» також братиме участь на Клубному чемпіонаті світу з футболу у 2023 році у Саудівській Аравії.
«Аль-Іттіхад» вважається одним із найуспішніших азійських клубів на внутрішньому та континентальному рівнях, оскільки цей клуб двічі поспіль виграв Лігу чемпіонів АФК (одна з трьох азійських команд, які досягли цього, і перша, кому це вдалося), по одному разу Кубок володарів кубків Азії, Клубний кубок чемпіонів Перської затоки у 2007 році та Кубок арабських чемпіонів у сезоні 2004-05. На національному рівні «Аль-Іттіхад» також є другим найуспішнішим клубом Саудівської Аравії, вигравши дев'ять титулів чемпіонату, п'ять титулів Королівського кубка, вісім титулів Кубка наслідного принца, три титули Кубка Саудівської Федерації футболу й один Суперкубок Саудівської Аравії у 2022 році.

## Досягнення

### Національні
- Саудівська Прем'єр-ліга:
  -  Чемпіон (10): 1982, 1997, 1999, 2000, 2001, 2003, 2007, 2009, 2023, 2025

- Королівський кубок Саудівської Аравії:
  -  Володар (10): 1958, 1959, 1960, 1963, 1967, 1988, 2010, 2013, 2018, 2025

- Кубок наслідного принца Саудівської Аравії:
  -  Володар (8): 1958, 1959, 1963, 1991, 1997, 2001, 2004, 2017

- Суперкубок Саудівської Аравії:
  -  Володар (1): 2022

- Кубок Саудівської Федерації футболу:
  -  Володар (3): 1986, 1997, 1999

### Міжнародні
- Ліга чемпіонів АФК:
  -  Володар (2): 2004, 2005

- Кубок володарів кубків Азії:
  -  Володар (1): 1999

### Регіональні
- Арабська Ліга чемпіонів:
  -  Переможець (1): 2005

- Клубний кубок чемпіонів Перської затоки:
  -  Володар (1): 1999

- Саудсько-Єгипетський суперкубок:
  -  Володар (2): 2001, 2003

## Відомі тренери
- Вандерлей Лушембургу (1983—1984)
- Боб Гафтон (1984—1986)
- Кальман Меселі (1991—1992)
- Боб Гафтон (1993—1994)
- Деже Новак (1991—1992)
- Оскар Бернарді (1999—2000)
- Джузеппе Доссена (2000—2001)
- Освальдо Арділес (2001)
- Оскар Бернарді (2001—2003)
- Томіслав Івич (2003—2004)
- Ангел Йорденеску (2005—2006)
- Брюно Метсю (2006)
- Вахід Халілходжич (2006)
- Габрієль Кальдерон (2008—2009)
- Енсо Троссеро (2009—2010)
- Матяж Кек (2011—2012)
- Рауль Канеда (2012—2013)
- Бенят Сан-Хосе (2013)
- Хуан Варзері (2014)
- Халід Аль-Короні (2014)
- Амір Анвар (2014)
- Віктор Піцурке (2014—2015)
- Ласло Белені (2015)
- Віктор Піцурке (2015—2016)
- Хосе Луїс Сьєрра (2015—2018)